# دامير بيتشانيتش
دامير بيتشانيتش (بالكرواتية: Damir Bičanić) مواليد 29 يونيو 1985 في فوكوفار، كرواتيا، هو لاعب كرة يد كرواتي يلعب كظهير أيسر. يلعب حاليا مع نادي شامبيري سافوا لكرة اليد ويحمل الرقم 77. مثل منتخب كرواتيا لكرة اليد. شارك في دورة الألعاب الأولمبية الصيفية سنة 2012.

## سجل المنافسة
شارك في البطولات التالية:
- بطولة العالم لكرة اليد للرجال 2015
- بطولة أوروبا لكرة اليد للرجال 2012
- بطولة أوروبا لكرة اليد للرجال 2014
- الألعاب الأولمبية الصيفية 2012

## الميداليات
| الميدالية | المسابقة                           |
| --------- | ---------------------------------- |
| برونزية   | الألعاب الأولمبية الصيفية 2012     |
| برونزية   | بطولة العالم لكرة اليد للرجال 2013 |

## روابط خارجية
- دامير بيتشانيتش على موقع الاتحاد الأوروبي لكرة اليد (الإنجليزية)
- دامير بيتشانيتش على موقع الاتحاد الفرنسي لكرة اليد (الفرنسية)
- دامير بيتشانيتش على موقع أوليمبيديا (الإنجليزية)